# Casper Pedersen
Casper Phillip Pedersen (Copenhague, 15 de marzo de 1996) es un deportista danés que compite en ciclismo en las modalidades de pista, especialista en las pruebas de persecución por equipos y madison, y ruta.
Ganó dos medallas en el Campeonato Europeo de Ciclismo en Pista, plata en 2017 y bronce en 2015.
En carretera obtuvo la medalla de oro en el Campeonato Europeo de Ciclismo en Ruta de 2017, en la prueba de ruta sub-23 masculina.

## Medallero internacional
| Campeonato Europeo | Campeonato Europeo | Campeonato Europeo | Campeonato Europeo      |
| Año                | Lugar              | Medalla            | Competición             |
| ------------------ | ------------------ | ------------------ | ----------------------- |
| 2015               | Grenchen (Suiza)   | Medalla de bronce  | Persecución por equipos |
| 2017               | Berlín (Alemania)  | Medalla de plata   | Madison                 |

| Campeonato Europeo | Campeonato Europeo  | Campeonato Europeo | Campeonato Europeo |
| Año                | Lugar               | Medalla            | Competición        |
| ------------------ | ------------------- | ------------------ | ------------------ |
| 2017               | Herning (Dinamarca) | Medalla de oro     | Ruta sub-23        |

## Palmarés
2017
- 1 etapa de la Flèche du Sud
- Gran Premio Horsens
- Campeonato Europeo en Ruta sub-23
- 1 etapa de la Vuelta a Dinamarca

2020
- París-Tours

2023
- Figueira Champions Classic

2025
- 3.º en el Campeonato de Dinamarca en Ruta

## Resultados en Grandes Vueltas y Campeonatos del Mundo
| Carrera         | Carrera         | 2015 | 2016 | 2017 | 2018 | 2019  | 2020 | 2021  | 2022 | 2023  | 2024  |
| --------------- | --------------- | ---- | ---- | ---- | ---- | ----- | ---- | ----- | ---- | ----- | ----- |
|                 | Giro de Italia  | —    | —    | —    | —    | —     | —    | —     | —    | —     | —     |
|                 | Tour de Francia | —    | —    | —    | —    | —     | 92.º | 111.º | —    | —     | Ab.   |
|                 | Vuelta a España | —    | —    | —    | —    | 103.º | —    | —     | —    | 140.º | 127.º |
| Mundial en Ruta | Mundial en Ruta | —    | —    | —    | —    | Ab.   | 65.º | —     | —    | —     | —     |

| —: No participó | Ab: Abandono |